# Pământul rămâne
Earth Abides (Pământul rămâne) este un roman american științifico-fantastic post-apocaliptic din 1949 scris de George R. Stewart. A apărut prima dată la editura Random House cu o copertă de H. Lawrence Hoffman. Romanul spune povestea căderii civilizației din cauza unei pandemii mortale și a apariției unei noi culturi cu instrumente mai simple. Amplasată în anii 1940 în Berkeley, California, povestea este spusă de Isherwood Williams, care iese din izolare în munți pentru a-i găsi aproape pe toți oamenii morți.
Earth Abides a câștigat premiul International Fantasy Award inaugural în 1951. A fost inclus în lista revistei Locus cu cele mai bune lucrări de ficțiune științifico-fantastică din toate timpurile din perioada 1987 - 1998 și a fost nominalizat pentru a fi înscris în Prometheus Hall of Fame. În noiembrie 1950, a fost adaptat de CBS într-un program radio, Escape, o dramă în două părți, cu John Dehner în rolul principal.
Romanul Earth Abides l-a inspirat pe Stephen King să scrie The Stand (Apocalipsa), potrivit afirmațiilor lui King.

## Rezumat
Isherwood „Ish” Williams este un student american la geografie care rămâne izolat în munți timp de câteva săptămâni pentru a face câteva cercetări. Când se întoarce în cel mai apropiat oraș, intrigat de absența oricărei activități umane, descoperă că în absența sa a avut loc o pandemie fulgerătoare. Călătorind prin Statele Unite ale Americii, își dă seama că omenirea a dispărut aproape complet, cu excepția câtorva indivizi. El întâlnește o femeie pe nume Em și câțiva supraviețuitori cu care va reforma un nou nucleu de civilizație, Tribul.
Narațiunea este alcătuită din mai multe părți. Prima parte evocă sfârșitul civilizației umane, întâlnirea cu Em. A doua parte are loc la 22 de ani de la dezastru. Ish este acum într-o comunitate mică de indivizi. Ultima parte are loc la mai bine de 40 de ani de la dezastru. Între aceste părți, scurte capitole fac tranziția.

## Titlu
Titlul romanului este bazat pe versetul 4 din capitolul 1 al cărții Eclesiastul care este folosit ca motto: Un neam trece, altul vine și pământul rămâne veșnic în picioare (în engleză: Men go and come, but earth abides).

## Traduceri
Romanul nu a fost tradus (încă) în limba română.